# Фізико-географічне районування Росії

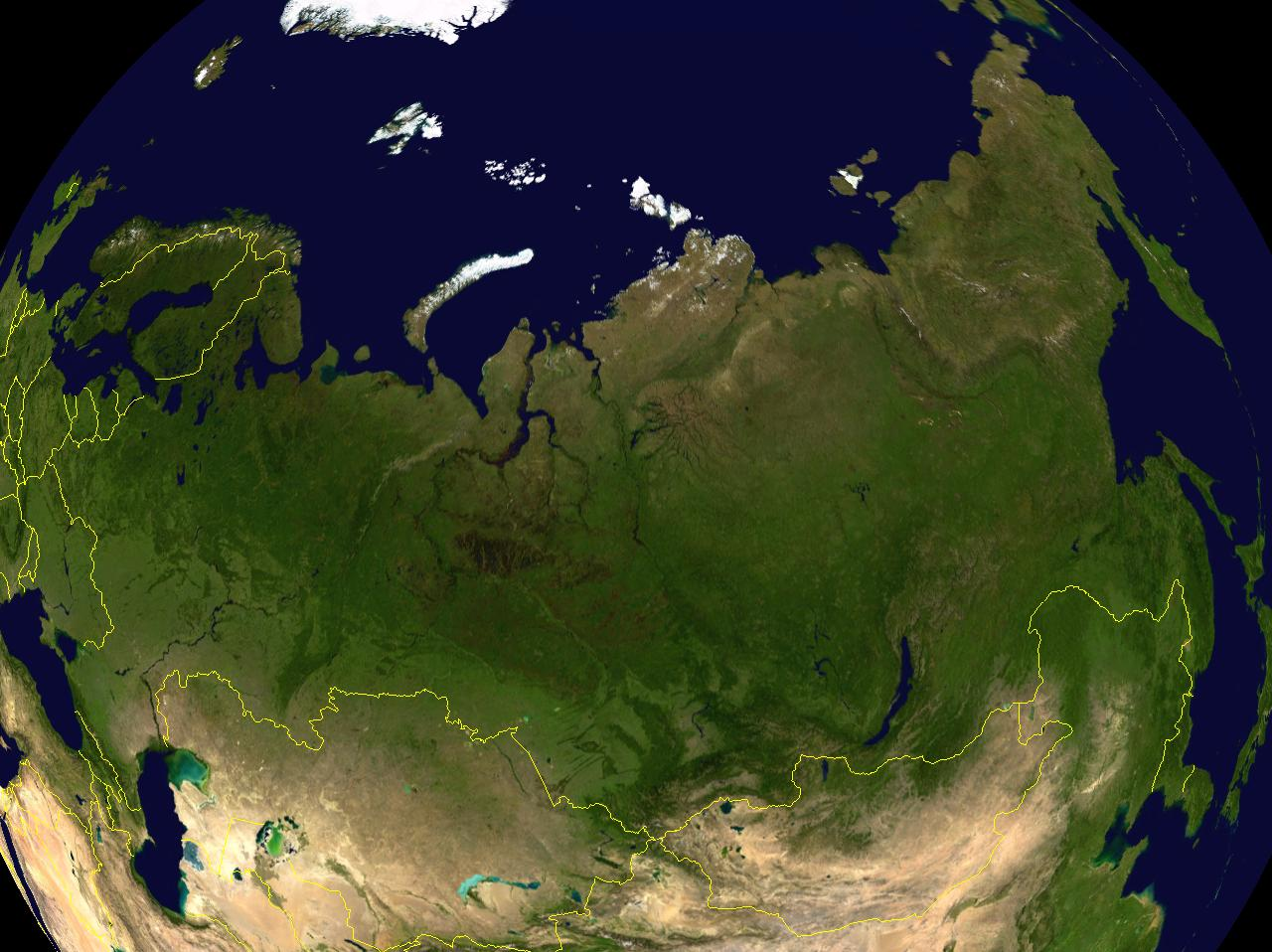
Супутниковий знімок території Російської Федерації (компіляція)

Фізико-географічне районування Росії зумовлене надзвичайною протяжністю країни як в меридіональному (зі сходу на захід), так і в широтному (з півночі на південь) напрямках. На території Російської Федерації налічується 13 фізико-географічних країн, що характеризуються спільністю макроструктури рельєфу, клімату та інших природних чинників, що творять неповторність ландшафтів; 71 фізико-географічна область, які, у свою чергу, поділяються на цілий ряд підобластей і районів.

## Арктичні архіпелаги й острови
Країна арктичних островів поділяється на 4 фізико-географічні області:
- Східноєврпоейська область арктичних пустель
- Сибірська область арктичних пустель
- Далекосхідна область арктичних пустель
- Східноєвропейська субарктична область

## Кольсько-Карельская країна
Кольсько-карельська країна поділяється на 2 фізико-географічні області:
- Північнокольська тундра і лісотундра.
- Кольсько-карельська лісова область.

## Руська рівнина
Країна Руської рівнини поділяється на 6 фізико-географічних областей:
- Область тундри і лісотундри
- Лісна область (тайга, мішані та широколистяні ліси)
- Лісостепова область
- Степова область
- Напівпустельна область
- Пустельна область

## Урал
Країна Уральських гір поділяється на 6 фізико-географічних областей:
- Полярноуральська гірська область
- Приполярноуральська гірська область
- Північноуральська гірська область
- Середньоуральська гірська область
- Південноуральська гірська область
- Уральсько-Мугоджарська гірсько-рівнинна область

## Кавказ
Кримсько-кавказька країна на території Росії представлена єдиною фізико-географічною областю:
- Область Великого Кавказу

## Західний Сибір
Країна Західного Сибіру поділяється на 5 фізико-географічних областей:
- Область тундри
- Область лісотундри
- Лісова область (тайга)
- Лісостепова область
- Степова область

## Середній Сибір
Країна Середнього Сибіру поділяється на 9 фізико-географічних областей:
- Алтайська гірська область
- Кузнецько-Салаїрська гірська область
- Саянська гірська область
- Тувинська гірська область

## Алтає-Саянська країна
Алтає-Саянська країна поділяється на 4 фізико-географічні області:

## Прибайкалля та Забайкалля
Країна Прибайкалля та Забайкалля поділяється на 3 фізико-географічні області:
- Байкальська гірська область
- Забайкальська гірська область
- Північнобайкальська гірська область

## Даурська країна
Даурська країна складається з єдиної фізико-географічної області:
- Борзинська гірсько-рівнинна область

## Північно-Східний Сибір
Країна Північно-Східного Сибіру поділяється на 11 фізико-географічних областей:
- Область тундри
- Область мерзлотного рідколісся
- Тайгова область
- Верхоянська гірська область
- Яно-Оймяконська гірська область
- Момсько-Черська гірська область
- Уяндинсько-Ерчинська гірська область
- Юкагирська гірська область
- Анюйська гірська область
- Колимська гірська область
- Юдомо-Майська гірська область

## Амуро-Сахалінська країна
Амуро-Сахалінська країна поділяється на 10 фізико-географічних областей:
- Сіхоте-Алінська гірська область
- Приханкайська рівнинна область
- Середньоамурська рівнинна область
- Нижньоамурська гірсько-рівнинна область
- Східноманчжурська гірська область
- Буреїнська гірська область
- Тукурингра-Джагдинська гірська область
- Амуро-Зейська гірсько-улоговинна область
- Верхньозейсько-Удська міжгірська улоговинна область
- Сахалінська гірсько-рівнинна область

## Північнопритихоокеанська країна
Північнопритихоокеанська країна поділяється на 9 фізико-географічних областей:
- Анадирсько-Пенжинська тундра
- Амгуемо-Анадирська гірська область
- Чукотська гірська область
- Коряцька гірська область
- Пришеліховська гірська область
- Магаданська гірська область
- Джугджурська гірська область
- Камчатська гірська область
- Курильська гірська область